# کرهان آبای
کرهان آبای (ترکی استانبولی: Korhan Abay؛ زادهٔ ۱ ژانویهٔ ۱۹۵۴) هنرپیشه، کارگردان، تهیه‌کننده، مجری و بازیگر سینما اهل ترکیه است. او به همراه ملتم کومبول، مجری مسابقه آواز یوروویژن ۲۰۰۴ بودند.
از فیلم‌هایی که وی در آن‌ها نقش داشته است، می‌توان به مراقب احمق‌ها باش اشاره نمود.